# Honor 9

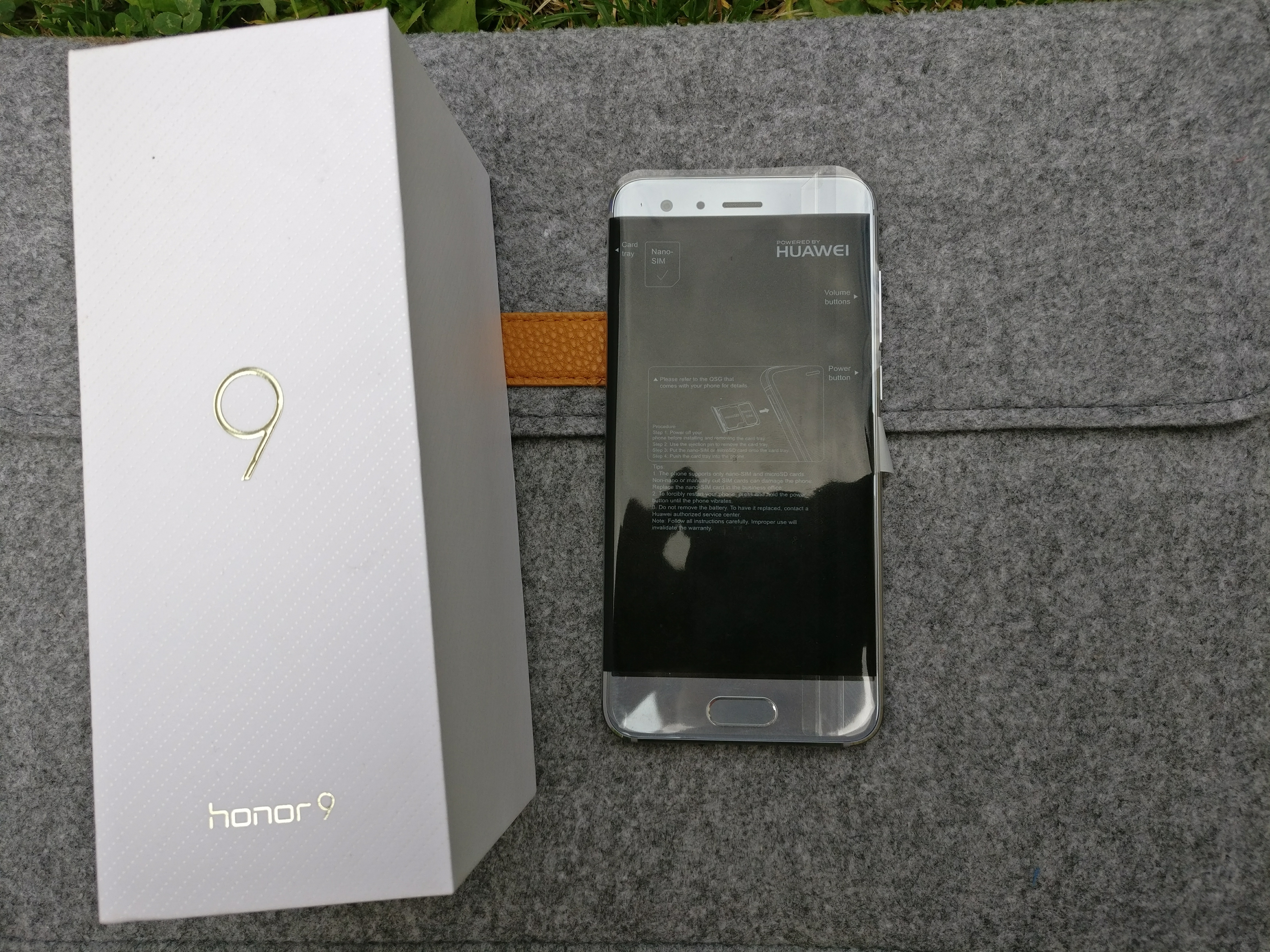
Confezione del Huawei Honor 9

Honor 9 è uno smartphone realizzato da Honor, marchio di smartphone di Huawei. È il successore dell'Honor 8 all'interno della serie Huawei Honor. È stato presentato in Europa il 27 giugno 2017 a Berlino.

## Specifiche tecniche

### Hardware
L'Honor 9 è uno smartphone top di gamma realizzato da Honor, un marchio controllato del gruppo Huawei, come parte della serie Huawei Honor. Il telefono è dotato di un processore Octa-core HiSilicon Kirin 960 (Quad-core da 2,4 GHz e Quad-core 1,8 GHz), una GPU Mali-G71 MP8 e una batteria non rimovibile da 3200 mAh. Misura 147,3 mm di lunghezza, 70,9 mm di larghezza, 7,5 mm di spessore e un peso di 155 g.
Il telefono viene fornito con 64 o 128 GB di memoria e 4 o 6 GB di RAM. Ha un display da 5,15 pollici con una risoluzione di 1920x1080 pixel e una densità di pixel di 428 ppi. Honor 9 ha una fotocamera frontale da 8  MP e la sua configurazione posteriore doppia consiste in un obiettivo RGB da 12 MP e un obiettivo monocromatico da 20 megapixel. Può registrare video in 4K e dispone di stabilizzazione elettronica dell'immagine per video 1080p. Altre caratteristiche includono il supporto dual-SIM, una porta USB-C e un lettore di impronte digitali situato sulla cornice inferiore.
Honor 9 ha una montatura in metallo e un retro in vetro curvato in 3D . Il telefono è disponibile in "Glacier Grey", "Sapphire Blue", "Midnight Black"  e oro, ma non tutti i colori sono disponibili in tutti i mercati. Durante l'IFA 2017 a Berlino, Honor ha annunciato come edizione limitata la nuova variante di colore per l'Honor 9 "Robin Egg Blue", il colore è diventato disponibile in Cina ad agosto ed è stato lanciato nel Regno Unito a settembre.

### Software
Honor 9 è stato lanciato con Android 7.0 Nougat con Huawei EMUI 5.1. Da febbraio 2018 è disponibile l'aggiornamento ad Android 8.0 Oreo con EMUI 8.0.0.
Da aprile 2019 è disponibile per la maggior parte dei dispositivi l'aggiornamento ad Android Pie 9.0.1 con EMUI 9.0.